# Hatocabir
Der Hatocabir ist ein Berg in Osttimor im Suco Mauchiga (Verwaltungsamt Ainaro, Gemeinde Ainaro) mit einer Höhe von 2344 m. Er ist der zweithöchste Gipfel der Cablac-Berge.
Der Gipfel des Hatocabir erhebt sich in der Aldeia Goulora aus einem Bergkamm heraus. Nordöstlich befindet sich der Gipfel des höheren Berelacas (2491 m). Südwestlich sinkt der Bergkamm hinab zum Halocmelalu (2115 m).